# Restrictions de droit public à la propriété foncière
En droit suisse, les restrictions de droit public à la propriété foncière (RDPPF), sont des limitations imposées par l'État (via le droit public) au droit de propriété. Elles sont recensées sous format numérique dans le cadastre RDPPF .

## Notion de restriction
Les restrictions concernent les propriétaires de biens fonciers sur le territoire suisse et résultent de différentes lois, ordonnances et règlementations officielles. Les RDPPF peuvent être imposées par la Confédération (niveau fédéral), par les cantons ou encore par les communes et sont classées dans différents domaines. Par exemple, si un bien foncier se situe sur ou à proximité d'un site pollué, certaines restrictions s'appliquent. De même, si l'on prévoit une utilisation particulière pour son bien foncier en tant que propriétaire, alors, dans certains cas, des restrictions s'appliquent. D'importantes restrictions peuvent également s'appliquer en cas d'émissions de bruit ou pour des raisons de protection des eaux ou des eaux souterraines.

## Cadastre RDPPF?
Le cadastre RDPPF réunit l'ensemble des restrictions de droit public à la propriété foncière pour tous les biens fonciers du territoire suisse. Il contient différents types de données, tels que des plans, des dispositions juridiques, des bases légales et quelques informations sur les biens-fonds. On y accède depuis les géoportails cantonaux . Le plan du registre foncier (Mensuration officielle) , la carte nationale ou la photographie aérienne de swisstopo servent d'arrière-plan au cadastre RDPPF.
Toutes les informations contenues dans le cadastre RDPPF peuvent être consultées et utilisées selon les besoins sous leur forme dynamique ou statique . Les extraits dynamiques contiennent des informations sur certains biens fonciers ou sur des zones entières. L'extrait statique, sous format PDF, contient en revanche des informations détaillées sur les RDPPF d'un bien foncier en particulier. L'extrait statique du cadastre est un document servant à la prise de décision, par exemple en cas d'attribution d'autorisation de construire ou de prêt hypothécaire. Il sert de document officiel .

## Domaines et thèmes du cadastre RDPPF
En Suisse, les restrictions de droit public à la propriété foncière concernent de nombreuses thématiques. Au cours de la première étape (2012 à 2019), au niveau fédéral, les 17 restrictions à la propriété foncière les plus importantes de huit domaines ont été intégrées dans le cadastre. La Confédération, les cantons et les communes y ajoutent périodiquement d'autres restrictions à la propriété foncière.
|  | Catégorie                 | Thème |
|  | ------------------------- | --- |
|  | Aménagement du territoire | Plans d’affectation (cantonaux / communaux) Zones réservées (nouveau, en construction) |
|  | Routes                    | Zones réservées des routes nationales Alignements des routes nationales Alignements et distances hors plans d’affectation (nouveau, en cours)                                                    |
|  | Chemins de fer            | Zones réservées des installations ferroviaires Alignements des installations ferroviaires |
|  | Aéroports                 | Zones réservées des installations aéroportuaires Alignements des installations aéroportuaires Plan de la zone de sécurité                                                                        |
|  | Sites pollués             | Cadastre des sites pollués Cadastre des sites pollués – domaine militaire Cadastre des sites pollués – domaine des aérodromes civils Cadastre des sites pollués – domaine des transports publics |
|  | Eaux                      | Zones de protection des eaux souterraines Périmètres de protection des eaux souterraines Espace réservé aux eaux (nouveau, en cours)                                                             |
|  | Bruit                     | Degré de sensibilité au bruit (dans les zones d’affectation) |
|  | Forêt                     | Limites forestières statiques Distances par rapport à la forêt Réserves forestières (nouveau, en cours)                                                                                          |

## Historique
Le cadastre RDPPF est basé sur la loi fédérale sur la géoinformation et sur l'Ordonnance sur la géoinformation. Celles-ci sont entrées en vigueur le 1er juillet 2008. La loi a pour objectif de mettre rapidement, simplement et durablement à disposition des autorités fédérales, cantonales et communales, des milieux économiques, de la population et des milieux scientifiques des géodonnées mises à jour, au niveau de qualité requis et d'un coût approprié en vue d'une large utilisation. L'annexe 1 de l'Ordonnance sur la géoinformation définit les géodonnées de base relevant du droit fédéral qui font partie intégrante du cadastre RDPPF . L'Ordonnance sur le cadastre des restrictions de droit public à la propriété foncière, qui concrétise le contenu et les fonctions du cadastre RDPPF, est entrée en vigueur le 1er octobre 2009. Les cantons donnent accès au cadastre RDPPF à partir de leur géoportail et le complètent périodiquement avec d'autres thèmes et fonctionnalités.
L'introduction du cadastre RDPPF s'est faite par étape. La première étape, qui s'est terminée fin 2015, consistait en l'introduction du cadastre dans huit cantons pilotes, à savoir Berne, Genève, Jura, Neuchâtel, Obwald-, Nidwald, Thurgovie et Zurich,. En raison d'un bilan positif, la Confédération et les cantons ont lancé la deuxième étape. Celle-ci prévoit l'introduction du cadastre RDPPF dans tous les autres cantons à partir de 2016. Après cette deuxième étape, programmée jusqu'en 2021, la stratégie pour le cadastre RDPPF prévoit pour la période 2020 - 2023 d'augmenter la notoriété dudit cadastre et donc d'en promouvoir l'utilisation.

## Collaboration entre la Confédération et lescantons
Le cadastre RDPPF est conduit par l'Office fédéral de topographie swisstopo et par les cantons. La Confédération est responsable de l'orientation stratégique et des exigences minimales pour ce cadastre. Elle coordonne l'harmonisation des données, définit les méthodes ainsi que les processus et s'assure de la qualité des données. Les cantons organisent la gestion du cadastre et définissent les organes responsables. L'organisme responsable du cadastre au niveau cantonal récupère les données qui relèvent du cadastre RDPPF auprès des services compétents. Il gère ces données et les met à disposition du public sur le géoportail cantonal.

### Bases légales
- Loi fédérale sur la géoinformation (LGéo) du 5 octobre 2007 (état le 1er octobre 2009), RS 510.62.
- Ordonnance sur la géoinformation (OGéo) du 21 mai 2008 (état le 14 janvier 2020), RS 510.620.
- Ordonnance sur le cadastre des restrictions de droit public à la propriété foncière (OCRDP) du 2 septembre 2009 (état le 1er janvier 2020), RS 510.622.4.